# هاري بوتر وحجرة الأسرار
هاري بوتر وحجرة الأسرار (بالإنجليزية: Harry Potter and the Chamber of Secrets) هي رواية عجائبية كتبتها المؤلفة البريطانية ج. ك. رولينغ وتُعتبر الرواية الثانية في سلسلة هاري بوتر. تتابع الأحداث العام الثاني لهاري في مدرسة هوغوورتس للسحر والشعوذة، حين ظهر خلاله سلسلة من الرسائل على جدران ممرات المدرسة، تحذر من أن «غرفة الأسرار» قد فُتحت وأن «وريث سليذرين» سيقتل كل التلاميذ الذين لا يأتون من عائلات سحرية بالكامل. وُجدت تلك التهديدات بعد الهجمات التي تركت نزلاء المدرسة متحجرين. في خلال العام، استقصى هاري وصديقيه رون وهيرميون الهجمات.
نُشر الكتاب في المملكة المتحدة في 2 يوليو 1998 بواسطة دار بلومزبري، ولاحقًا في الولايات المتحدة في 2 يونيو 1999 عبر مؤسسة إستلاستيك. على الرغم من تصريح رولينغ بأنها وجدت صعوبة في إنهاء الكتاب، نالت الإشادات والجوائز من النقاد وصغار القراء وصناعة الكتب، على الرغم من بعض النقاد الذين رأوا أن القصة ربما تكون مخيفة للغاية بالنسبة للأطفال الأصغر. كما هو الحال في بقية الروايات في السلسلة، أشعلت هاري بوتر وحجرة الأسرار مناظرات دينية، نددت بعض السلطات الدينية باستخدامها لمواضيع السحر، بينما أشاد آخرون بإبراز التضحية بالنفس والطريقة التي تظهر فيها شخصية الفرد نتيجة لقراراته.
لاحظ العديد من المعلقين أن الهوية الشخصية سمة أساسية في الكتاب، وأنه سلط الضوء على قضايا العنصرية خلال التعامل مع غير البشريين وغير السحريين وغير الأحياء من الناس. اعتبر بعض المعلقين المذكرات تحذيرًا من الاستجابة غير الناقدة للمعلومات من مصادر لا يمكن التأكد من دوافعها وأمانتها. صُورت سلطة المؤسسات بأنها تخدم ذاتها وغير كفؤ.
صدر الفيلم المقتبس عن الرواية في 2002، وأصبح (في وقتها) الفيلم الخامس في قائمة أعلى الأفلام دخلًا وحاز على تقييمات نقدية إيجابية عمومًا. صدرت ألعاب الفيديو المستندة على هاري بوتر وحجرة الأسرار للعديد من المنصات، وحصلت غالبيتها على  تقييمات نقدية إيجابية.

## ملخص الحبكة
يتلقى هاري بوتر تحذيراً من الجني المنزلي دوبي الذي يأتي إليه في منزل خالته بتونيا درسلي ليحذره من العودة إلى مدرسة هوغوورتس، ويتسبب في حبس هاري في غرفته ومنعه من العودة إلى المدرسة.
يأتي رون ويزلي وشقيقاه فريد وجورج لإنقاذ هاري بسيارتهم الطائرة، وبعد إقامته في منزل آل ويزلي يتعرف هاري بوتر على حارة نكتورين، وعلى لوشيوس مالفوي والد زميله في سليذرين دراكو مالفوي، كما يقابل غيلدروي لوكهارت الذي يصبح معلمه في هوغوورتس.
في المدرسة، تُفتح حجرة الأسرار ويبدأ التلاميذ عاميو المولد في التعرض لهجمات تؤدي إلى تجميدهم تماماً، ويكتشف هاري قدرته على الحديث بلسان الثعبان فيُعتقد أنه هو وريث سليذرين، ويتعرض للنبذ على يد زملائه.
تصبح هوغوورتس مهددة بالإغلاق، ويعثر هاري على مفكرة توم ريدل السحرية، وفيها يقابل توم ريدل الذي كان تلميذاً في هوغوورتس قبل خمسين عاماً، ويكشف له توم عن فاتح حجرة الأسرار المفترض قبل خمسين عاماً، ويظهر أنه روبياس هاغريد حارس مفاتيح هوغوورتس وصديق هاري.
تتعرض هرمايني غرينجر صديقة هاري لهجوم وتتجمد، وتُخطف جيني ويزلي شقيقة رون إلى داخل الحجرة، فيتبعها هاري، وفي الحجرة يواجه توم ريدل ويكتشف أنه سيكبر ليصبح لورد فولدمورت.
أخرجت هذه الرواية فيلماً.

## روابط خارجية
- هاري بوتر وحجرة الأسرار على موقع الموسوعة البريطانية (الإنجليزية)